# Hősök tere (métro de Budapest)
Hősök tere est une station du métro de Budapest. Elle est sur la  .

## Lieu remarquable à proximité
- Hősök tere (place des Héros)
- Musée des Beaux-Arts
- Műcsarnok